# Distretto di Khlung
Il distretto di Khlung (in thailandese: ขลุง) è un distretto (amphoe) della Thailandia, situato nella provincia di Chanthaburi.